# Jérôme Fernandez
Jérôme Fernandez, född 7 mars 1977 i Cenon i departementet Gironde, är en fransk handbollstränare och tidigare handbollsspelare (vänsternia). Han spelade nästan 400 landskamper och är den som gjort flest mål för Frankrikes herrlandslag genom tiderna.

## Meriter

### Med klubblag
| Internationella titlar - EHF Champions League: 2 (2005, 2009) - EHF-cupen: 1 (2003) - Europeiska supercupen: 2 (2003, 2008) - IHF Super Globe: 1 (2010) | Inhemska titlar - Fransk mästare: 2 (2000, 2002) - Fransk cupmästare: 4 (1998, 2000, 2001, 2002) - Spansk mästare: 4 (2003, 2006, 2009, 2010) - Copa del Rey: 2 (2004, 2007) - Spanska supercupen: 2 (2004, 2007) |

### Med landslaget
| Olympiska spelen (OS) - OS 2000 i Sydney: 6:a - OS 2004 i Aten: 5:a - OS 2008 i Peking: Guld - OS 2012 i London: Guld | Världsmästerskap (VM) - VM 1999 i Egypten: 6:a - VM 2001 i Frankrike: Guld - VM 2003 i Portugal: Brons - VM 2005 i Tunisien: Brons - VM 2007 i Tyskland: 4:a - VM 2009 i Kroatien: Guld - VM 2011 i Sverige: Guld - VM 2013 i Spanien: 6:a - VM 2015 i Qatar: Guld | Europamästerskap (EM) - EM 1998 i Italien: 7:a - EM 2002 i Sverige: 6:a - EM 2004 i Slovenien: 6:a - EM 2006 i Schweiz: Guld - EM 2008 i Norge: Brons - EM 2010 i Österrike: Guld - EM 2012 i Serbien: 11:a - EM 2014 i Danmark: Guld |

### Individuella utmärkelser
- Riddare av Nationalförtjänstorden 2001
- Riddare av Hederslegionen 2008
- Officer av Nationalförtjänstorden 2013
- Frankrikes herrlandslags bästa målgörare genom tiderna, sedan den 12 februari 2015 (1 456 mål)